# Lunohod–2

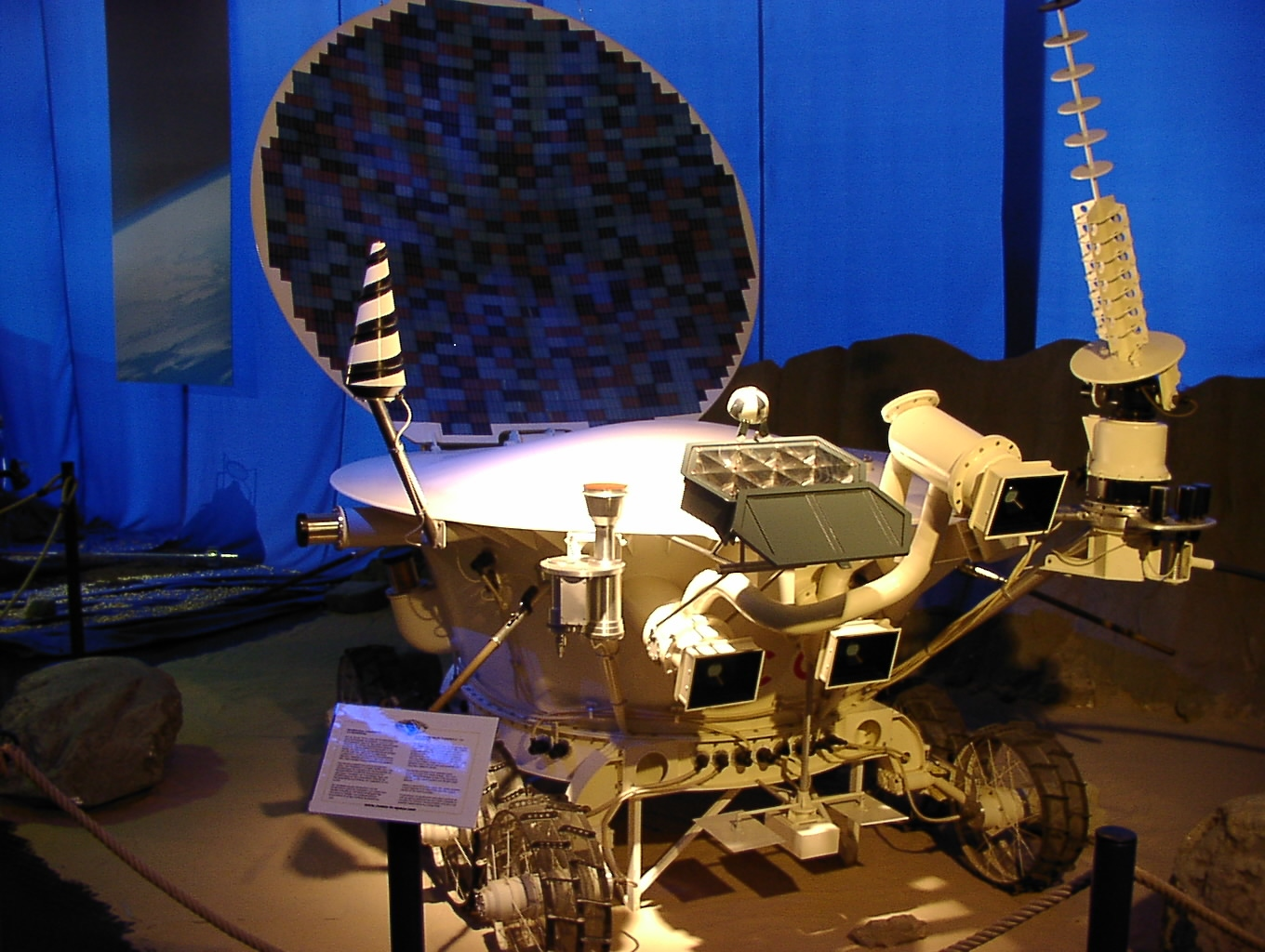
Lunohod makett

A Lunohod–2 a szovjet a Luna-program keretében, a Holdra juttatott, ember alkotta automata, a tudományos kutatást segítő technikai eszköz, holdjármű. A Lunohod–2-t a Luna–21 juttatta el a Hold felszínére, 1973. január 15-én.

## Küldetés
Az automatikus, helyzetváltoztató holdjárművel kívánták elősegíteni a Hold geológiai (anyagvizsgálat), mágnesezettségi, sugárterhelési és „időjárási” viszonyainak további tudományos megismerését.

## Jellemzői
Méretei: a leszállóegység és a holdjáró együttes tömege 1814 kilogramm, a holdjáró tömege 840 kilogramm, az alváz szélessége 216, magassága 160 centiméter, hossza 221 centiméter, 8 kerekének egyenkénti átmérője 0,51 méter.
Felépítése: könnyűszerkezetű vázra épített kerekek, lengéscsillapítók, rúdantennák, tükör a lézerkapcsolathoz és a fotóelemek feltöltéséhez, mozgató motorok és automatikájuk, környezeti kockázatvizsgáló, mintavevő eszközök, hermetikusan zárt, üst formájú műszertartály, hőmérséklet mérő-szabályzó eszközök, kémiai akkumulátorok, radióizotópos hőforrás, rádió adó-vevő egység, rúdantenna.
Tudományos és műszaki eszközei: talajsűrűségmérő röntgenkészülék, röntgen-spektrométer anyagvizsgáló berendezés, talajmechanikát vizsgáló berendezés, lézertükör, 4 darab (új) televíziós fotóberendezés (jármű és környezet ellenőrzése, fotózása). Új programelemek: a helyi mágnesesség és a holdi égbolt fényességének megfigyelése.
Mozgatása: kis szakaszokra bontott haladásokat terveztek, illetve végeztek, amit a Földről vezéreltek. A jel késleltetés a Föld-Hold között 2,6 másodpercig tart, ezért nem lehet a holdjármű veszélyeztetése nélkül folyamatos mozgást végezni.
Hőszigetelése: a Lunahod tervezői számoltak a Holdon uralkodó szélsőséges hőmérsékleti különbségekkel. A nappali hőmérséklet általában 50 fok, néhány óra alatt 200 fokot csökkenve, mínusz 150 fokos hidegbe vált. Egy hőpalackos megoldást választottak, melynek belsejében közel állandó hőmérsékletet tartottak fenn. Az akkumulátorok újratöltését napelemek alkalmazásával segítették. Az akkumulátorok teljesítményét egy polonium-210 izotópos hőforrással javították. A holdbéli éjszaka közel 170 órán át tart.  A hőveszteséget ezüst szín alkalmazásával, kettős fallal, többrétegű anyaggal, illetve az üst alsó részének a talaj hőmérsékletének szintjére történő beállításával hőegyensúlyozták. A műszerek energiafelhasználásánál keletkezett hőt a belső hőmérséklet biztosításánál hasznosították. A rövid idejű kapcsolatfelvételekkel – kétszer sugárzott telemetrikus és hőmérsékleti adatokat – a belső hőmérséklet megtartását igyekeztek elősegíteni. A kapott belső hőmérsékleti adatok alapján megállapították, hogy sikerült a +18 fokot tartani.

## Program
1973. január 15-én háromnapos, 40 keringés után előbb szabadeséssel, majd a fékezőrakéta segítségével simán leszállt a Mare Serenitatis kráter északkeleti partvidékén. A medence mintegy 600 kilométer átmérőjű, a Taurus-hegység határán helyezkedik el. A leszállóegység az univerzális szállítóegységből és annak tetején elhelyezett, 840 kilogramm tömegű holdrobotból, a holdjárműből állt.
Január 16-án a Lunohod–2 legördült a szállítóegység vezetősínjein, 30 méter távolságra a leszállóegységtől. Megkezdődött a holdjármű és berendezéseinek teljes körű ellenőrzése. A leszállást követő ellenőrzésen átesve 2,5 órával később önállóan folytatta a Lunohod–1 által megkezdett kutatási programokat.
Január 24-ig bejárt 1260 métert, majd felkészült az első Hold-éjszakára. Becsukta a tükröt, egyben lézerreflektort.
Február 8-án megkezdte a második holdnapi programját. Felnyitották a tükör fedelét, a napsugárzás feltöltötte a napelemeket. Az űrjármű távvezérelt ellenőrzése egy órát vett igénybe. Az üstben elhelyezett berendezések a nappali hőmérséklet emelkedését az éjszakai módszer segítségével oldották meg. A fotóelemek tartósságát úgy oldották meg, hogy a napenergiát az állítható tükör segítségével vetítették a napelemtáblára. A tükröt berilliumból készítették, amely az ultraibolya sugárzást az infravörösnél jobban tükrözi. Ezáltal a fotóelemek nem igazán a hőt, hanem a fényhullámokat juttatták el, ezáltal javítva az energiaátalakítás folyamatát. Megindították a Lunohod-ot, ellenőrizve az elektromos motorok használhatóságát. A televíziós fotóberendezés kifogástalan képeket sugárzott.
Február 23-ig bejárt 9086 métert, majd felkészült a második Hold-éjszakára. Becsukta a tükröt, egyben lézerreflektort.
Március 11-én megkezdte harmadik holdnapi programját.
Március 23-ig bejárt 16 533 métert, majd felkészült a harmadik Hold-éjszakára. Becsukta a tükröt, egyben lézerreflektort.
Április 9-én megkezdte negyedik holdnapi programját.
Április 22-ig bejárt 8600 métert, majd felkészült a negyedik Hold-éjszakára. Becsukta a tükröt, egyben lézerreflektort.
Május 8-án megkezdte ötödik holdnapi programját. Valamilyen technikai ok miatt (valószínűleg az áramforrások meghibásodása) megszakadt a kapcsolat. Június 3-án bejelentették a program befejezését. A lézerreflektor nyitott helyzetben maradt, elősegítve a földi kutatóobjektumok által végezhető méréseket.
Öt Hold-nappalon át (körülbelül 4 hónapon keresztül) üzemelt, a tudományos információk megszerzésén-továbbításán kívül 37 kilométeres utat tett meg a Holdon felszínén, 86 panorámaképet és 80 000 képet készített a Hold-térkép kidolgozásához. 700 talajvizsgálatot végzett különböző helyszíneken.